# Leidener Papyrus X

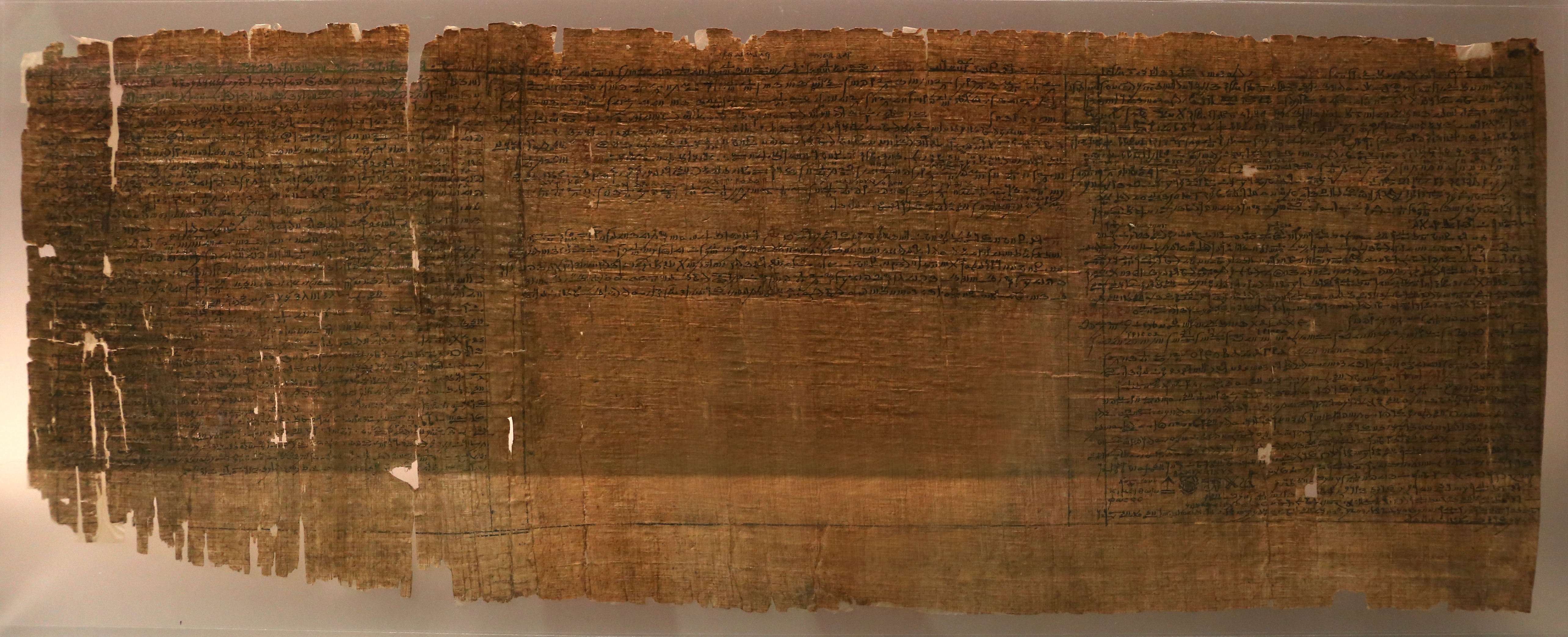
Leidener Papyrus X

Der Leidener Papyrus X (Papyrus Leidensis X) ist zusammen mit dem sogenannten Stockholmer Papyrus (Papyrus Graecus Holmiensis) die wahrscheinlich älteste kunsttechnologische Schriftquelle mit Rezepturen zur Herstellung von Farben und zur Metallverarbeitung. Der Text ist in griechisch-demotischer Sprache abgefasst und stammt aus dem Ägypten des späten 3. Jahrhunderts oder frühen 4. Jahrhunderts nach Christus.

## Herkunft
Beide Papyri sollen Anfang des 19. Jahrhunderts in einem Gräberfeld bei Theben entdeckt worden sein und kamen dort mit einer größeren Papyrussammlung in den Besitz des Händlers und schwedischen Vizekonsuls in Alexandria, Giovanni Anastasi.
Den einen der beiden Papyri überließ er der Schwedischen Akademie der Wissenschaften in Stockholm, von wo er später an das Victoria Museum für ägyptische Altertümer der Universität Uppsala gelangte.
Der andere der beiden Papyri wurde von Anastasi 1828 mit dem größeren Teil der Sammlung an die niederländische Regierung verkauft und kam so an die Universitätsbibliothek Leiden.

## Details
Der Leidener Papyrus besteht aus zehn Blättern, ca. 30 cm × 34 cm groß und längs gefaltet. Er enthält 16 beschriebene Seiten, beschrieben jeweils mit 28 bis 47 Zeilen. Es handelt sich um eine Abschrift von 101 Rezepten zur Behandlung von Edelmetallen, Nachahmung bzw. Fälschung von Edelmetallen, Edelsteinen und Perlen, zur Purpurfärberei und zur Herstellung von Textil- und Malerfarben sowie von Gold- und Silbertinten. Eine systematische Ordnung ist nicht erkennbar. Die Rezepte sind meist nicht sehr ausführlich und dienten wohl nur als Gedächtnisstütze für Benutzer, die mit der Behandlung dieser Materialien bereits vertraut waren. Die Darstellung ist technisch-praktisch ausgerichtet, ohne Bezug zu naturphilosophischem oder religiösem Vorstellungsgut der Alchemie.

## Ausgaben
- Robert Halleux: Papyrus de Leyde, papyrus de Stockholm, fragments de recettes. Texte établi et traduction (= Les alchimistes grecs. Bd. 1). Les Belles Lettres, Paris 1981, ISBN 2-251-00003-8
- Conrad Leemans: Papyri graeci Musei antiquarii publici Lugduni-Batavi. Brill, Leiden 1843, S. 197–259.
- Earle Radcliffe Caley: The Leyden papyrus X. An English translation with brief notes. In: Journal of Chemical Education. Vol. 3, Nr. 10, Oktober 1926, S. 1149–1166.
- Papyrus Graecus Holmiensis: Recepte für Silber, Steine und Purpur. Bearbeitet von Otto Lagercrantz, Upsala und Leipzig 1913.